# Tent Rock
Der Tent Rock (englisch für Zeltfelsen) ist ein Nunatak in der Form eines Hauszelts im ostantarktischen Viktorialand. In den Prince Albert Mountains ragt er 1,5 km südwestlich des Thomas Rock und 11 km westlich der Ricker Hills auf.
Wissenschaftler einer von 1962 bis 1963 durchgeführten Kampagne im Rahmen der New Zealand Geological Survey Antarctic Expedition kartierten ihn und benannten ihn deskriptiv.